# Ronne Antarctic Research Expedition
Die Ronne Antarctic Research Expedition (RARE) war eine von 1947 bis 1948 dauernde Expedition, die die Umgebung rund um das Weddell-Meer in der Antarktis untersuchte. Der Leiter hieß Finn Ronne, die Expedition zeichnet sich vor allem dadurch aus, dass sie die letzte privat gesponserte Unternehmung aus den USA war. Außerdem war sie die erste Expedition, auf der Frauen in der Antarktis überwinterten.